# Mafia turque
La mafia turque est un ensemble d'organisations criminelles d'origine turque qui ont infiltré la société civile et les institutions en Turquie et à l'étranger.

## Histoire
La mafia turque, d'abord impliquée dans le commerce des armes dans les années 1970, s'est ensuite diversifiée avec l’héroïne dans les années 80, puis le trafic d'êtres humains. Au début des années 1980, la libéralisation de l'économie turque à la suite du coup d'État de 1980 permet aux groupes criminels de s'infiltrer en profondeur dans le tissu économique et politique du pays.
Selon Xavier Raufer, le mandat du Premier ministre Tansu Çiller de 1993 à 1995 a marqué le début du mariage entre politique et crime organisé en Turquie. En 1996, le journal quotidien Sabah affirme que 80 % des bons du Trésor public turc sont détenus par les 5 plus grands propriétaires de casinos du pays, tous des mafieux notoires. Les forces politico-mafieuses s'approprient les appels d'offres publics.
En 1995, le journal quotidien Milliyet estime que 23 000 tueurs à gages opèrent pour le compte de la mafia turque.
Le 3 novembre 1996, le décès à Susurluk, dans un accident de la route, de quatre personnes présentes à bord d'une même voiture, fait scandale. Étaient présents dans la voiture Hüseyin Kocadağ (directeur adjoint de la police d’İstanbul), Abdullah Çatlı (narcotrafiquant recherché par Interpol), Gonca Us (mannequin et maîtresse de Çatlı) et Sedat Bucak (député du DYP et seul survivant de l'accident). La voiture était remplie de drogues et d'armes,.
En 1998, la Drug Enforcement Agency (DEA) estime qu'autour de 6 tonnes d'héroïne sortent de Turquie chaque mois, soit les trois quarts de la consommation européenne. En 2002, le nord de Londres a été le théâtre d'une guerre de territoire entre les gangs turcs locaux. Une grande partie de la communauté turque de Londres est victime de racket. Jusqu'en 1998, la mafia turque jouissait d'un quasi-monopole sur le trafic d'héroïne à Londres. En 2004, la chambre de commerce d'Ankara estime à 60 milliards de dollars par an les revenus de la mafia en Turquie.
En avril 2020, le chef mafieux Alaattin Çakici, arrêté le 17 août 1995 à Nice, est libéré après 16 ans de détention. Il a, entre autres, commandité le meurtre de sa femme Ugur Cakici, assassinée le 19 janvier 1995, sous prétexte d'adultère,. En 2020, des enquêteurs français retracent le parcours de 80 millions d'euros en billets qui avaient disparu des caisses de Mouammar Kadhafi en 2010 et ont été réintroduits en Europe via la mafia turque.

## Caractéristiques
La Turquie est un pays dont la situation géographique fait un point de passage obligatoire pour des narcoroutes caucasiennes et asiatiques. La mafia turque moderne date des années 1940 avec l'explosion du trafic de stupéfiants. Selon le criminologue Xavier Raufer, l'Union européenne ferme complètement les yeux sur cette situation. Parmi ses activités majeures on recense le trafic de drogues, d'êtres humains, d'organes et d'armes, ainsi que le racket et les jeux.
On recense 44 gangs de grande envergure en Turquie, dont un grand nombre à Istanbul. Le chef d'un gang est appelé le baba (papa). La mafia turque est très présente en Angleterre (3/4 du trafic d'héroïne), en Allemagne, en Espagne, en France (quartier de Strasbourg-Saint-Denis à Paris) et aux Pays-Bas.
Les organisations criminelles turques ont de très profonds liens avec des politiciens grâce à la corruption. La mafia turque n'est pas homogène et on distingue les familles kurdes proches du PKK et les familles turques proches des Loups gris. Mais la distinction n'est pas nette, certains groupes criminels kurdes sont opposés au PKK et proches des Loups gris.

## Personnalités
- Sedat Peker (en) : Chef de la rive asiatique d'Istanbul[3]. En fuite à l’étranger, il accuse des représentants de l’État turc d’être impliqués dans divers crimes[8].
- Öztürk Fatih : héritier du clan Öztürk de la maffya, famille extrêmement puissante, trafic d'armes de guerre, alliés des albanais et des italiens en Europe[3]
- Özbizerdik Onur : héritier du clan Atrides de la maffya[3]
- Bayba  Hüseyin : condamné à perpétuité en 2002 aux Pays-Bas pour trafic massif d'héroïne[3]
- Çak  ÈAlaatin : spécialiste dans le racket d'entreprise[3].
- Alaattin Çakici : Fait de nombreuses révélations sur les liens politico-mafieux turcs à la fin des années 1990[6]
- Mehmet Ali Ağca : auteur de la tentative d'assassinat de Jean-Paul II le 13 mai 1981[9]
- Bekir Celenk : impliqué dans le complot visant à assassiner le pape Jean-Paul II[10]
- Gökhan Yüksel : neveu de Sedat Peker, en tête du réseau européen proche des Loups gris.
- Jasar Avni Musullulu (Avni Karadurmus) : fournisseur d'armes pour le coup d'État de 1980, recherché par Interpol à partir de 1983[11]